# Sfânta Vineri
Sfânta Vineri, o adaptare locală a zeiței Venera, este un personaj din mitologia românească, legat inițial de a șasea (astăzi a cincea) zi din săptămână, în latină Veneris dies, în italiană venerdi, în franceză vendredi, în română vineri. 
Majoritatea istorisirilor populare românești o figurează ca o „vădană, rea și năpăstoasă care nu îngăduie gospodinelor să facă o sumă de lucruri în ziua ei din săptămână, pedepsindu-le”. Pentru că în viziunea populară, ziua începe din seara de dinainte, Sfânta Vineri bântuie casele începând de joi seară, „cam de când începe preotul slujba vecerniei”. Prima atestare a existenței acestui personaj este prezentă în scrierile arhiepiscopului Marco Bandini.

## Credințe
Povestirile legate de Sfânta Vineri sunt asemănătoare din Bucovina și până în Oltenia și se referă la pedepsirea unei gospodine care se apucă de treabă vinerea, dar este întreruptă de o „babă, așa de hâdă de-ți venea să fugi în toată lumea, să n-o vezi”. Baba se oferă să facă treabă în locul femeii care cuprinsă de frică, cere ajutorul cuiva, vecină sau rudă. Femeia este învățată să distragă atenția Sfintei Vineri prin anunțarea unui dezastru care ar implica-o și pe babă („Vai, cum ard munții unde șade Sf. Vinere, ca le-au dat foc zmeii paraleii!”). Apoi ea trebuie să întoarcă vasele cu gura în jos pentru ca acestea să nu răspundă la poruncile Sfintei Vineri rămasă în afara casei după diversiunea creată de femeie. Singurul obiect care poate răspunde este opaițul uitat cu fața în sus, dar și acesta atunci când sare de pe poliță se sparge. Femeia scapă asfel nepedepsită de păcatul de a fi lucrat vinerea, nu înainte însă de cântatul cocoșului și nici fără a i se reaminti: „Ai scăpat acum, dar n-ai să-mi scapi altă dată!”. Aceste istorisiri sunt foarte asemănătoare celor despre strigoi, unde la fel obiectelelor le este poruncită înlesnirea accesului moroiului în casă, dar niciunul din obiectele strigate, în afara opaițului uitat cu gura în sus, neputând răspunde. De asemenea spiritul dispare la auzul cântecului cocoșului. 
O altă tradiție ceva mai nouă asociază numele de Sfânta Vineri, Sfintei Parascheva numele căreia în greacă înseamnă vineri. Aceeași evoluție o putem observa și la popoarele slave unde zeiței destinului Мокошь i se asociază Pyatnitsa, adică vineri. 
În „Zâna Zorilor” de Ioan Slavici, Sfânta Vineri  îi dă eroului Petru Făt-Frumos un fluier fermecat și îl spune ce să facă în Împărăția Zorilor. De asemenea împreună cu Sfânta Miercuri și cu Sfânta Joi, după ce îi găsesc oasele în fundul fântânii,  îl fac la loc, de o mie de ori mai frumos, mai voinic și mai mândru ca înainte.